# Mattias Sereinig
Mattias Sereining (Klagenfurt, 17 novembre 1984) è un ex calciatore austriaco, di ruolo centrocampista.